# Frank Minucci
Frank Minucci (* 17. September 1943 in Ashley, Mississippi; † 20. August 2014) war ein US-amerikanischer Schauspieler italo-amerikanischer Abstammung, Autor und Prediger.
Minucci war nach eigenen Angaben in seiner Jugend in Kleinkriminalität verwickelt. Sein Vater, Carmine Minucci, soll als Soldato in einer Mafia-Organisation in New Jersey gearbeitet haben. Nachdem Frank selbst immer wieder mit dem Gesetz in Konflikt geraten war, gab er 1993 sein Filmdebüt in Carlito’s Way. Darin spielte er einen inhaftierten Mafiaboss. Auch in späteren Filmen spielte er meist brutale Verbrecher bzw. Verbrechertypen. Später wechselte er in den Beruf des Predigers. Zusammen mit William Hoffman veröffentlichte er 1996 eine Autobiographie.

## Filmographie
- 1993 America Undercover (TV-Dokumentations-Serie), Folge: Mob Stories
- 1993 Carlito’s Way
- 1994 New York Undercover (TV-Serie), Folge: To Protect and Serve
- 1994 Law & Order (TV-Serie), Folge: Breeder (dt. Titel: Baby im Angebot)
- 1995 The Cosby Mysteries (TV-Serie), Folge: Baker’s Dozen
- 1997 Tar
- 1997 A Brother’s Kiss
- 1998 Above Freezing
- 1998 The Mob – Der Pate von Manhattan
- 1999 Suits
- 2000 Ghost Dog – Der Weg des Samurai
- 2001 Friends and Family
- 2006 My Brother